# رنه فرناندز

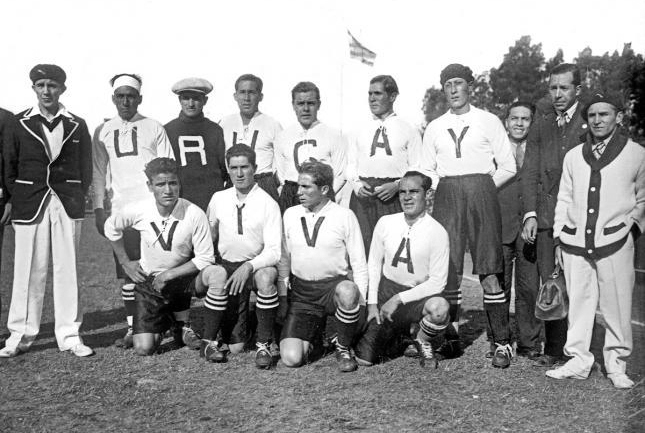
عکس یادگاری از تیم فوتبال بولیوی

رنه فرناندز (انگلیسی: René Fernández؛ ۱ ژانویهٔ ۱۹۰۶ – ۱ ژوئیه ۱۹۵۶) یک بازیکن فوتبال اهل بولیوی بود.
وی همچنین در تیم ملی فوتبال بولیوی بازی کرده‌است.